# Michael George Mabuga Msonganzila
Michael George Mabuga Msonganzila (* 17. Juli 1956 in Bukumbi) ist ein tansanischer Geistlicher und römisch-katholischer Bischof von Musoma.

## Leben
Michael George Mabuga Msonganzila besuchte von 1971 bis 1974 das Kleine Seminar in Nyegezi. Danach studierte er Philosophie am Priesterseminar St. Anthony in Ntungamo (1978–1979) und Katholische Theologie am Priesterseminar St. Paul in Kipalapala (1980–1984). Am 2. Dezember 1984 empfing Msonganzila das Sakrament der Priesterweihe für das Bistum Mwanza.
Msonganzila war zunächst als Pfarrvikar in Itira und als Lehrer am Kleinen Seminar in Nyegezi tätig, bevor er 1989 Pfarrvikar in Murutunguru wurde. 1990 wurde Michael George Mabuga Msonganzila für weiterführende Studien nach Rom entsandt, wo er 1994 an der Päpstlichen Universität Urbaniana im Fach Kanonisches Recht promoviert wurde. Nach der Rückkehr in seine Heimat wurde er Verantwortlicher für die Berufungspastoral im Erzbistum Mwanza. Von 1996 bis 1999 war Msonganzila Generalvikar, bevor er Bischofsvikar für die Ordensleute wurde. Er lehrte von 2000 bis 2003 am Priesterseminar St. Augustine in Peramiho. Ab 2005 war Msonganzila Berater der St.-Augustinus-Universität Tansania in Mwanza, Pfarrer in Malya und Spiritual der Benediktinerinnen in Mwanza. Zudem wirkte er ab dem 14. Februar 2007 als nationaler Direktor der Päpstlichen Missionswerke in Tansania.
Am 10. November 2007 ernannte ihn Papst Benedikt XVI. zum Bischof von Musoma. Der Erzbischof von Mwanza, Anthony Petro Mayalla, spendete ihm am 20. Januar 2008 die Bischofsweihe; Mitkonsekratoren waren der Erzbischof von Tabora, Paul Ruzoka, und der Bischof von Bukoba, Nestorius Timanywa. Sein Wahlspruch Upendo huvumilia yote („Liebe erträgt alles“) stammt aus 1 Kor 13,7 . 2009 nahm Msonganzila an der zweiten Sonderversammlung der Bischofssynode für Afrika zum Thema Die Kirche in Afrika im Dienst der Versöhnung, der Gerechtigkeit und des Friedens teil.